# Tetrapilo

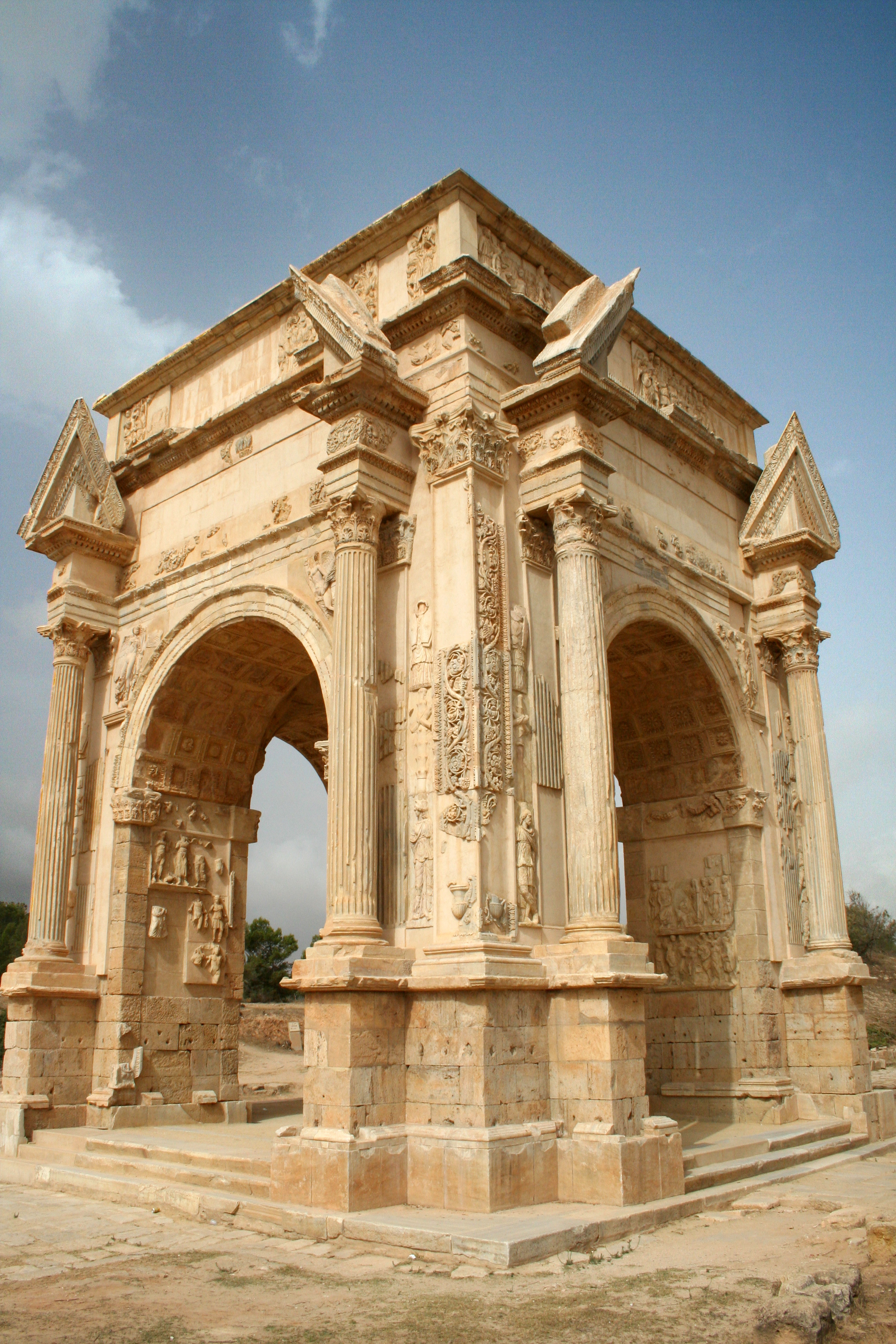
L'arco di Settimio Severo a Leptis Magna.

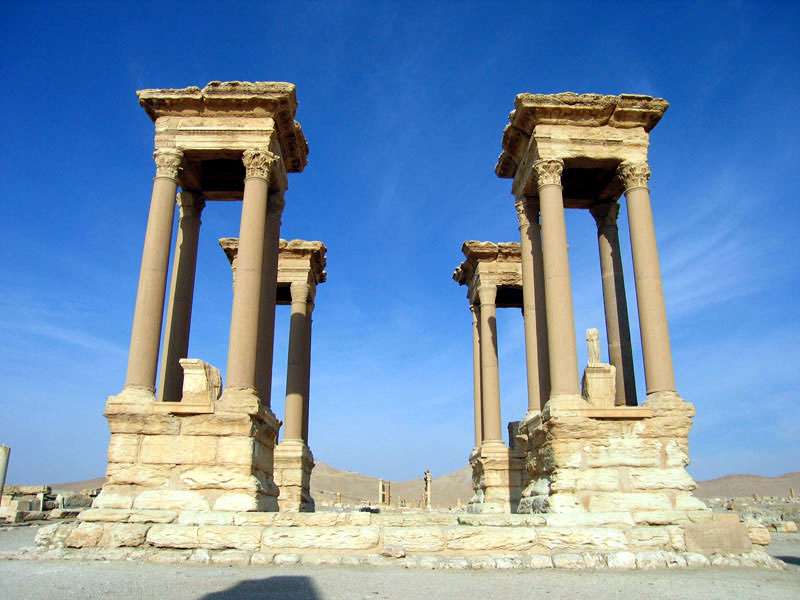
Il tetrapilo di Palmira in Siria.

Il tetrapilo (in greco: τετράπυλον, tetrapylon, «quattro porte») è un antico tipo di monumento romano di forma cubica, con una porta su ognuna delle quattro facce laterali: generalmente era eretto in corrispondenza delle intersezioni stradali.
Tra i tetrapylon più famosi ci sono:
- l'arco di Giano a Roma,
- l'arco di Malborghetto a Roma,
- l'arco dei Gavi a Verona,
- l'arco di Cáparra,
- l'arco di Marco Aurelio a Tripoli,
- l'arco di Settimio Severo a Leptis Magna,
- l'arco di Galerio a Salonicco,
- l'arco onorario quadrifronte sull'Appia a Terracina,
- l'Heidentor di Carnunto,
- il tetrapilo di Lambaesis,
- il tetrapilo di Afrodisia,
- il tetrapilo di Palmira (distrutto dallo Stato Islamico in data 20 gennaio 2017),
- l'arco di Settimio Severo a Laodicea,
- il tetrapilo settentrionale e quello meridionale di Jerash,
- l'arco di Caracalla a Tébessa,
- il milion di Costantinopoli, distrutto nel XV secolo.